# 大森寿美男
大森 寿美男（おおもり すみお、1967年8月3日 - ）は、日本の脚本家、演出家、映画監督。神奈川県出身。

## 経歴
10代で演劇活動を始め、劇団「自家発電」を旗揚げし、作・演出を手掛ける。1990年代前半には渡辺えり子主宰の「劇団3○○（さんじゅうまる）」の公演『1の1の6』（1990年）、『クレヨンの』（1991年）、『月に眠る人』（1993年）等に出演。1997年には『男的女式（おとこてきおんなしき）』が第3回日本劇作家協会新人戯曲賞にノミネートされる。同年オリジナルビデオ『新・静かなるドン』で脚本家としてデビューした。
『泥棒家族』（日本テレビ）、『トトの世界〜最後の野生児〜』（NHK-BS2）において“社会に対する確かな視線”が評価され、当時史上最年少で第19回（2000年度）向田邦子賞を受賞した。
コメディから時代劇まで幅広いジャンルをこなす。映画では、特に篠原哲雄が監督を務めた作品を多く手掛けている。
2009年10月公開の『風が強く吹いている』で映画監督としてもデビューし、第31回（2009年）ヨコハマ映画祭および第19回（2009年度）日本映画批評家大賞において新人監督賞を受賞。

## 作品

### 映画
- お墓がない!（1998年 製作：光和インターナショナル、フジテレビジョン 配給：松竹）
- 39 刑法第三十九条（1999年 光和インターナショナル、松竹）
- 黒い家（1999年 松竹）
- 命（2002年 東映）
- 木曜組曲（2002年 製作：光和インターナショナル 配給：シネカノン）
- 昭和歌謡大全集（2003年 製作：光和インターナショナル、バンダイビジュアル 配給：シネカノン）
- 欲望（2005年 製作：光和インターナショナル 配給：メディア・スーツ）
- メールで届いた物語 アボカド納豆。（2005年 東映ビデオ）
- 星になった少年（2005年 フジテレビジョン、東宝）
- 花田少年史 幽霊と秘密のトンネル（2006年 日本テレビ、光和インターナショナル、松竹他）
- 寝ずの番（2006年 製作：光和インターナショナル 配給：角川ヘラルド・ピクチャーズ）
- 次郎長三国志（2008年 製作：光和インターナショナル 配給：角川ヘラルド・ピクチャーズ）
- 風が強く吹いている（2009年 製作：光和インターナショナル 配給：松竹） - 監督も兼務
- 劇場版テンペスト3D（2012年）
- 悪夢ちゃん The 夢ovie（2014年）
- アゲイン 28年目の甲子園（2015年、東映） - 監督も兼務
- 悼む人（2015年、東映）
- 仕掛人・藤枝梅安 （2023年、イオンエンターテイメント）
- 鬼平犯科帳 血闘（2024年5月10日、松竹） - 脚本

### テレビドラマ
- 夜逃げ屋本舗（1999年、日本テレビ）
- 泥棒家族（2000年、日本テレビ）
- 女と愛とミステリー刑法第三十九条 フラッシュ・バック（2001年、テレビ東京）
- トトの世界〜最後の野生児〜（2001年、NHK-BS2）
- 長良川巡礼（2001年、NHK）
- 君を見上げて（2002年、NHK）
- 強行犯捜査第7係（2002年、NHK）
- 時空警察2（2002年、日本テレビ）
- 月曜ミステリー劇場警察庁特別広域捜査官 宮之原警部シリーズ丹後浦島伝説殺人事件（2003年、TBSテレビ）
- 連続テレビ小説（NHK）
  - てるてる家族（2003年 - 2004年）
  - なつぞら（2019年）[4][5][6]
- 一番大切な人は誰ですか?（2004年、日本テレビ）
- クライマーズ・ハイ（2005年、NHK）
- 風林火山（2007年、NHK「大河ドラマ」）
- 黒部の太陽（2009年、フジテレビ）
- 15歳の志願兵（2010年、NHK）
- TAROの塔（2011年、NHK）
- テンペスト（2011年、NHK BSプレミアム）
- 悪夢ちゃん（2012年、日本テレビ）
- 鼠、江戸を疾る（2014年、NHK）
- 55歳からのハローライフ（2014年、NHK）
- 64（ロクヨン）（2015年、NHK）
- 精霊の守り人（2016年 - 2018年、NHK）
- モンタージュ～三億円事件奇譚～（2016年、フジテレビ）
- フランケンシュタインの恋（2017年、日本テレビ）
- 雨の首ふり坂（2018年、時代劇専門チャンネル）
- どこにもない国（2018年、NHK）
- 天使にリクエストを〜人生最後の願い〜（2020年、NHK総合）
- ノースライト（2020年、NHK総合）
- 桶狭間 OKEHAZAMA〜織田信長〜（2021年、フジテレビ）
- 風の向こうへ駆け抜けろ（2021年、NHK総合）
- 軍港の子 〜よこすかクリーニング1946〜（2023年8月、NHK総合）[7]
- ゴールドサンセット（2025年、WOWOW） - 脚本・監督

### オリジナルビデオ
- 新・静かなるドン 全6作（1997‐1998年 製作：光和インターナショナル 発売：KSS）

### 舞台
- 男的女式（1997年）
- 深夜特急〜めざめれば別の国〜（2018年、オフィス3○○） - 演出

## 書籍
- アゲイン 28年目の甲子園（2015年、集英社文庫） - 映画の小説版[注 1]。

## 受賞歴
- 1999年
  - 第21回ヨコハマ映画祭 脚本賞（『39 刑法第三十九条』）
- 2000年
  - 第19回向田邦子賞（『泥棒家族』､『トトの世界〜最後の野生児〜』）[8]
- 2009年
  - 第31回ヨコハマ映画祭 新人監督賞・審査員特別賞（『風が強く吹いている』）
- 2010年
  - 第19回日本映画批評家大賞 新人監督賞（『風が強く吹いている』）[9]
- 2013年
  - 第75回ザテレビジョンドラマアカデミー賞 脚本賞（『悪夢ちゃん』）